# R Andromedae
R Andromedae är en pulserande variabel av Mira Ceti-typ i stjärnbilden Andromeda. Stjärnan var den första i Andromedas stjärnbild som fick en variabelbeteckning.
Stjärnan varierar mellan magnitud +5,8 och 15,2 med en period av 409,2 dygn.

## Fotnoter
1. ↑  Variabelstjärnornas beteckningar börjar med bokstäverna R-Z, därefter A-Q , följt av RR-ZZ och AA-QQ, varefter de börjar betecknas med bokstaven V och ett ordningsnummer, från och med V335.